# Towarzystwo Miłośników Ziemi Śremskiej
Towarzystwo Miłośników Ziemi Śremskiej (daw. Towarzystwo Ku Upiększaniu Miasta, Towarzystwo Miłośników Śremu) – organizacja społeczna zrzeszająca miłośników Śremu.

## Historia
Organizacja powstała 16 lipca 1887 r. z inicjatywy mieszkańców Śremu. Działa w sferach kulturalnych, ekologicznych, historycznych, dydaktycznych. Pierwszym zadaniem wytyczonym przez towarzystwo była budowa promenady na lewym brzegu Warty. W 1888 r. towarzystwo rozpoczęło na własny koszt budowę obecnego Parku im. Powstańców Wielkopolskich 1918–1919. Zaczątkiem parku było stworzenie ogródka zabaw dla dzieci, którego sponsorem był m.in. właściciel drukarni i jednocześnie ówczesny prezes towarzystwa - Herman Schwantes. W czasach współczesnych towarzystwo zajmuje się rozbudową terenów zielonych na obszarze powiatu śremskiego oraz organizowaniem uroczystości związanych z upamiętnieniem ważnych dat i wydarzeń w historii Polski.

## Prezesi
1. Thomani
2. Hermann Schwantes
3. ks. Piotr Wawrzyniak
4. dr Tadeusz Bogacki
5. Sylwester Szczepski
6. Władysław Miękus
7. Józef Szubert
8. Antoni Bartkowiak
9. Marian Kujawski
10. Zygmunt Nowakowski
11. Władysław Kozielczyk
12. Boleław Nowak
13. Heliodor Jankowski
14. Marian Dominiczak (pełnił swoją funkcję do swej śmierci 29.05.2010)
15. Jerzy Naskręt (od 22.09.2010r.)

## Zespoły robocze Towarzystwa Miłośników Ziemi Śremskiej
- Klub Pamięci Powstania Wielkopolskiego
- Klub Młodych Miłośników Śremu
- Społeczny Komitet Ochrony i Rozbudowy Parku im. Powstańców Wielkopolskich
- Zespół Konsultantów
- Komisja ds. Informacji i Reklamy
- Zespół Edukacji Ekologicznej
- Parkowy Patrol Rowerowy